# Schulmädchen-Report
Schulmädchen-Report: Was Eltern nicht für möglich halten (en español: Informe de una colegiala: lo que los padres no creen que sea posible) es una película de falso documental sexual alemana de 1970 dirigida por Ernst Hofbauer. La película es un falso documental basado libremente en el libro de no ficción Schulmädchen-Report del sexólogo Günther Hunold. Publicado por Kindler Verlag el mismo año, el libro presenta entrevistas con doce adolescentes sobre su vida sexual.

## Sinopsis
Al principio, en la Leopoldstrasse de Múnich se ven jóvenes a quienes una voz en off femenina presenta como “nosotras, las chicas de hoy” que, a diferencia de los adultos, somos honestas consigo mismas. Al mismo tiempo, se señala que la película se basa en los protocolos del informe sexual de Günther Hunold, cuyo epílogo escribió el pedagogo Kurt Seelmann, antiguo director de la Oficina de Protección de la Juventud de la ciudad de Múnich.
Cuando una clase de estudiantes de secundaria de un colegio de niñas visita una planta eléctrica, la estudiante Renate se aleja del grupo. Ella regresa al autobús del grupo y seduce al conductor dormido. La profesora se da cuenta de la ausencia de la niña y sorprende a ambos teniendo sexo en el autobús. De regreso a la escuela, se convoca apresuradamente una conferencia escolar con el objetivo de expulsar a Renate. El psicólogo sexual Dr. Bernauer se suma a la conversación y afirma que los conceptos morales obsoletos del Estado, la Iglesia y la escuela ya no se corresponden con los resultados de la investigación científica moderna. A continuación utiliza ejemplos para ilustrar la conferencia sobre la moralidad sexual de los jóvenes:
Barbara, de 15 años, tiene un romance con su propio padrastro. Ella le cuenta al entrevistador que todo empezó cuando tenía nueve o diez años, mientras al mismo tiempo se la ve sentada desnuda a horcajadas sobre las rodillas de su padrastro abusivo. Susanne toma clases de matemáticas y seduce al tutor. Elisabeth es sorprendida masturbándose por su madre conservadora. Marlene seduce al profesor de deportes. Una niña le cuenta al capellán historias de sexo aventurero. Varias colegialas seducen por la noche al socorrista, quien es condenado después de que una niña queda embarazada. Solo sus amigos pueden persuadir a Lilo para que tenga relaciones sexuales con su conocido. Cuatro adolescentes inexpertos buscan aventuras sexuales en una obra en construcción.
Las escenas son interrumpidas por encuestas callejeras en las que un reportero pregunta a las mujeres sobre sus actitudes hacia el sexo y la masturbación, así como sobre sus experiencias. Impresionados por los ejemplos del Dr. Bernauer, los padres del colegio decidieron no expulsar a la estudiante Renate y a exigir libertad sexual también para los menores.

## Reparto
- Günther Kieslich como Dr. Bernauer
- Friedrich von Thun como reportero
- Helga Kruck como Dra. Vogt
- Wolf Harnisch como Director
- Peter Dornseif como Sr. Holm
- Lisa Fitz como Susanne U.
- Marion Haberl como Margit S.
- Christina Hoeltel como Karin L.
- Roswitha Randl como Michelle K.
- Waltraud Schaeffler como Herma G.
- Karl-Heinz Otto como violador
- Wolf Petersen como Ingeniero Hoffmann
- Mascha Rabben como Claudia F.
- Jutta Speidel como Heike W.
- Claudia Höll como Lilo S.
- Franziska Stömmer como Claudias Mutter
- Hertha von Walther

## Producción
La película se rodó sin sonido en tres semanas con un presupuesto de 130.000 marcos alemanes y posteriormente fue doblada, como era habitual en las películas alemanas de la época. La mayoría de los actores siguen siendo desconocidos.
Fue producida por Rapid Film GmbH y distribuida por Constantin Film GmbH.
Incluso después de una serie de cambios, la FSK solo le dio a la película la clasificación “FSK para mayores de 18 años”; También le eliminaron todos los “movimientos coitales”. El estreno tuvo lugar el 23 de octubre de 1970. La película alcanzó más de seis millones de espectadores, según otras fuentes más de siete millones.

## Música
La música de Gert Wilden combina beat lounge y acid rock.

## Recepción
La película fue un éxito comercial en 1970, encabezando las listas de éxitos del cine alemán durante semanas, convirtiéndose en la primera de una serie que duraría trece títulos hasta 1980.

## Críticas
Las críticas fueron devastadoras desde el principio, pero esto no obstaculizó de ninguna manera el éxito de la película. En particular, la pretensión de la película de mostrar a los jóvenes de esa época tal como realmente eran sobre una base científica ha sido calificada repetidamente de hipócrita.
En su declaración contemporánea, el Servicio de Cine Católico criticó la película por no contener «ninguna investigación científica, sino solo una propagación manipulada del ‘amor libre’, en la que se mezclan imágenes especulativas con polémicas ocultas contra la moral cristiana». Más tarde agregó: «En general, los informes, vistos desde una distancia histórica, ofrecen un panorama sombrío de la ‘liberación sexual’».
En 1971, el Evangelical Film Observer la calificó de película sexual alemana «que intenta en vano darle un aire documental con la ayuda de entrevistas a colegialas de entre 15 y 20 años». Las escenas –en su mayoría casos extremos de amor adolescente– revelan que el espectáculo es simplemente otra película voyeurista sobre la que se especula que logrará un éxito de taquilla.